# Дейв Формен
Дейв Формен (англ. David Foreman; 18 жовтня 1946 — 19 вересня 2022) — американський природоохоронець, ідеолог радикального руху на захист дикої природи «Земля передусім!», організованого ним в 1983 році. Редактор журналу «Дика Земля» (1982—1988), один з керівників проекту «Дикі Землі», член ради директорів Сьєрра-Клубу. Автор книги «Зізнання ековоїна», «Будинок для панахиди по місцевості Лобо», «Відродження дикої природи Північної Америки: концепція охорони природи в 21 столітті», співавтор книги «Великий зовнішній світ». Автор кількох природоохоронних законів США. Формен любить говорити, що він є частиною дикої природи, що захищає себе. За свою екологічну і радикальну діяльність переслідувався ФБР.

## Ідеї та діяльність
На відміну від багатьох своїх американських колег, Дейв Формен не кабінетний екофілософ. Його можна часто бачити на різних акціях руху «Земля передусім!», спрямованих на порятунок тих чи інших ділянок дикої природи.
Формен вважає, що настала пора провести кордон того, що є дикою природою. Більше жоден гектар стародавнього лісу не повинен бути вирубаний, жодна дорога не повинна більше вторгатися у вільну природу.
Формен пропонує створити особливі охоронювані природні території нового типу — області відновлення дикої природи, звідки людина має піти і де природа буде дичавіти. Необхідно, на його думку, відновлювати дикі, вільно струмуючі річки, усуваючи дамби і греблі.
Він вважає:
|  | Захисники дикої природи зобов'язані розробити нові докази на користь охорони дикої природи, заново осмислити місце людей на Землі, заново оцінити роль дикої природи. Ми повинні визнати, що справжня причина, чому ми схвалюємо захист дикої природи - це існування дикої природи заради неї самої. Ми повинні відкрито сформулювати це пояснення для громадськості. |

«Чому людина з тривалістю життя в 70 років думає, що правильно знищувати секвої, яким 2000 років» — запитує Формен.
Разом з X. Волке, Д. Формен пише: «Не залишилося достатньо дикої природи, щоб йти на жодні компроміси з її захистом. Ми повинні боротися за кожен акр. Ми не повинні поступатися жодним дюймом».
Учень і послідовник Генрі Торо, Джона М'юра і Олдо Леопольда, він словом і ділом захищає дику природу: «Коренем слова „Дика природа“ („англ. Wilderness“) в староанглійській є „англ. Wild-deor-ness“ — „Земля з власною волею“. Земля з власною волею має пожежу, шторм і зміни екосистеми. Тут живуть дикі звірі, яким не до душі бути гнобленими миршавими гуманоїдами». На думку автора, дикій природі потрібно дозволити йти своїм шляхом, а не «обробляти» її, як вчить Біблія. Області дикої природи повинні залишатися дикими.
В одній зі своїх робіт Дейв Формен сформулював основні принципи руху «Земля передусім!»:
1. У всіх рішеннях, навіть якщо це йде врозріз з благом людей, в першу чергу слід керуватися благом Землі. Наш рух стверджує, що природне розмаїття має бути збережено за рахунок зменшення матеріального рівня життя людей. Люди повинні «підлаштуватися під красу». Ми повинні піклуватися про інших людей, але спершу ми повинні подбати про Землю.
2. Не вважати людей мірилом цінності інших. Індивідуальне людське життя має не більшу внутрішню цінність, ніж життя окремого ведмедя.
3. Всі живі істоти і угруповання мають внутрішню цінність і справжню гідність. Природні сутності живуть заради самих себе. Рослини, тварини і навіть неживі об'єкти, на кшталт гір і річок, не повинні існувати лише заради зручності людини. Навіть такі безперечні вороги як «хвороби» (наприклад, малярія) або «шкідники» (наприклад, москіти) — це не прояви зла, яке потрібно усунути, а життєві компоненти складної, кипучої біосфери.
4. Усвідомлення того, що дика природа — це реальний світ, а наші міста, комп'ютери, літаки, вся ділова цивілізація — всього лише штучні й минущі явища.
5. Визнання того, що на Землі дуже багато людей.
6. Піддавання сумніву навіть антипатії «прогрес» і « технології». У результаті наростання цивілізації ми більше втратили, ніж придбали. За кожне матеріальне досягнення прогресу ми платимо дюжиною втрат в тих речах, що мали більш глибоку і невимовну цінність.
7. Відмова від розгляду раціональності як єдиного способу мислення.

На думку автора, напад на дику природу аналогічний нападу на свою сім'ю. Він порівнює захист дикої природи, Матері-землі, із захистом матері, дружини, доньки від ґвалтівників.

## Публікації
- Формэн Д. Ставлю Землю на первое место // Борейко В. Е. Прорыв в экологическую этику. — 1999. — С. 115—122.
- Формэн Д. Новое движение в защиту природы // Гуманитарный экол. журн. — 2002. —Т. 4, спецвыпуск. — С. 89-93.
- Формэн Д. Основные принципы техники экотажа // Гуманитарный экологический журнал. — 2002. — Т. 4. — В. 1. — С. 114—116.
- Формэн Д. Исповедь эковоина. — К.: Киев. эколого-культурный центр. — 2002. —156 с.
- Формэн Д. Мечта о большой области дикой природы // Гуманитарный экол. журн. — 2007. — В. 3. — С. 21-25.
- Формэн Д., Эбби Э., Харгроув Ю. об экотаже // Гуманитарный экол. журн. — 2006. — В. 1. — С. 101—104.
- Экотаж. Руководство по радикальной природоохране / Сост. Д. Формэн, Б. Хейвуд. — К.: Киев. эколого-культурный центр. — 2002. —168 с.
- Defending the earth. A dialogue between Murray Bookchin and Dave Foreman. — Boston, Massachusetts: A Learning Alliance Book from South End Press, 1991. — 147 p.
- Foreman D. A modest proposal for a wilderness system // Whole earth review. — 1986/1987. — No 53, winter. — P. 42-45.
- Foreman D. The new conservation movement // Wild Earth. — 1991. — № 1. — P. 6-12.
- Foreman D. Confessions of an eco-warrior. — New York: Harmony Books, 1991.
- Foreman D. Dreaming big wilderness // Wild Earth. — 1991, spring. — P. 10-13.
- Foreman D. Developing a regional wilderness recovery plan // Wild Earth.- 1992. — P. 26-29.
- Foreman D. Putting the Earth first // Environmental ethics: Divergence and convergence / Ed. S. Camp. — Boston—London. 1993. — P. 422—426.
- Foreman D. Wilderness areas are vital // Wild Earth. — 1994/1995, winter. — P. 64-68.
- Foreman D. Wilderness from scenery to nature // Wild Earth. — 1995/1996, winter. — P. 816.
- Foreman D. Where man is a visitor // Place of the wild / Ed. D. Burks. — Washington, D.C., Covelo, California: Island Press / Shearwater Books. — 1994. — P. 225—236.
- Foreman D. Wilderness areas for real // The great new wilderness debate / Eds. B. Callicott, M. Nelson. — Athens and London: Univ. Georgia Press, 1998. — P 395—408.
- Foreman D., Haywood В. / Eds. — Ecodefence. — Tucson, Arisona: A Ned Ludd Book, 1987. — 311 p.
- Foreman D., Wolke H. The big outside: a descriptive inventory of the big wilderness areas of the United States. — New York: Harmony Books, 1992.

## Про нього
- Борейко В. Е. Философы зоозащиты и природоохраны. — К.: КЭКЦ, 2012. — 179 с.
- Скарс Р. Эковоины. Радикальное движение в защиту природы. — К.: Киев. эколого-культурный центр, 2002. — С. 58-82.
- Steel St. Literature as community: the essential utility of the literature of «Earth First!». — Chicago—London: Int. Sourcebook, Fitzroy Dearborn Publishers. — 1998. — P. 447—455.

## Ресурси Інтернету
- Wild at heart — environmentalist Dave Foreman
- Earth First! [Архівовано 26 липня 2009 у Wayback Machine.]
- The Wildlands Project
- The Rewilding Institute [Архівовано 7 лютого 2011 у Wayback Machine.]
- Dave Foreman: A Dialogue with Derrick Jensen [Архівовано 2 вересня 2013 у Wayback Machine.]
- Man Swarm And The Killing Of Wildlife
- Wisdom for a Livable Planet: The Visionary Work of Terri Swearingen, Dave Foreman, Wes Jackson, Helena Norberg-Hodge, Werner Fornos, Herman Daly, Stephen Schneider, and David Orr [Архівовано 15 березня 2014 у Wayback Machine.] by Carl N. McDaniel. Trinity University Press 2005. ISBN 9781595340092